# Francisco Villa, Escuintla
Francisco Villa är en ort i Mexiko.   Den ligger i kommunen Escuintla och delstaten Chiapas, i den sydöstra delen av landet, 800 km sydost om huvudstaden Mexico City. Francisco Villa ligger 699 meter över havet och antalet invånare är 371.
Terrängen runt Francisco Villa är varierad. Runt Francisco Villa är det ganska tätbefolkat, med 111 invånare per kvadratkilometer. Närmaste större samhälle är Huixtla, 19,9 km söder om Francisco Villa. I omgivningarna runt Francisco Villa växer i huvudsak städsegrön lövskog.